# Lista laureaților Premiului Wolf pentru medicină
Laureații Premiului Wolf pentru Medicină:
| - 1978 George D. Snell, Jean Dausset și Jon J. van Rood - 1979 Roger W. Sperry, Arvid Carlsson și Oleh Hornykiewicz - 1980 Cesar Milstein, Leo Sachs și James L. Gowans - 1981 Barbara McClintock și Stanley N. Cohen - 1982 Jean-Pierre Changeux, Solomon H. Snyder și James W. Black - 1983/4 Nu s-a acordat premiu - 1984/5 Donald F. Steiner - 1986 Osamu Hayaishi - 1987 Pedro Cuatrecasas și Meir Wilchek - 1988 Henri G. Hers și Elizabeth F. Neufeld - 1989 John Gurdon și Edward B. Lewis - 1990 Maclyn McCarty - 1991 Seymour Benzer - 1992 M. Judah Folkman - 1993 Nu s-a acordat premiu - 1994/5 Michael J. Berridge și Yasutomi Nishizuka - 1995/6 Stanley B. Prusiner - 1997 Mary Frances Lyon - 1998 Michael Sela și Ruth Arnon - 1999 Eric R. Kandel - 2000 Nu s-a acordat premiu - 2001 Avram Hershko și Alexander Varshavsky - 2002/3 Ralph L. Brinster, Mario Capecchi și Oliver Smithies - 2004 Robert A. Weinberg și Roger Y. Tsien - 2005 Alexander Levitzki, Anthony R. Hunter și Anthony J. Pawson - 2006/7 Nu s-a acordat premiu - 2008 Aharon Razin, Yuval Dor (Premiul Krill) și Howard Cedar - 2009 Debbie Lindell (Premiul Krill) și Eli C. Lewis (Premiul Krill) - 2010 Axel Ullrich și Anne Bernheim (Premiul Krill) - 2011 Amir Amedi (Premiul Krill), Yuval Shaked (Premiul Krill), Rudolf Jaenisch și Shinya Yamanaka. - 2012 Ronald M. Evans - 2013 Nu s-a acordat premiu - 2014 Gary Ruvkun, Nahum Sonenberg și Victor Ambros |